# Copris inhalatus
Copris inhalatus är en skalbaggsart som beskrevs av Max Quedenfeldt 1884. Copris inhalatus ingår i släktet Copris och familjen bladhorningar.

## Underarter
Arten delas in i följande underarter:
- C. i. ngotto
- C. i. perturbator
- C. i. sanctaeluciae
- C. i. grandis